# Блаж Грегорц
Блаж Грегорц (словен. Blaž Gregorc; 18 січня 1990, м. Єсениці, Югославія) — словенський хокеїст, захисник. Виступає за ХК «Седертельє» в Алльсвенскан. 
Вихованець хокейної школи ХК «Блед». Виступав за ХК «Блед», «Триглав» (Крань), ХК «Седертельє», «Векше Лейкерс».
У складі національної збірної Словенії учасник чемпіонату світу 2011. У складі молодіжної збірної Словенії учасник чемпіонатів світу 2008 (дивізіон I), 2009 (дивізіон I) і 2010 (дивізіон I). У складі юніорської збірної Словенії учасник чемпіонату світу 2006 (дивізіон I), 2007 (дивізіон I) і 2008 (дивізіон I).